# Порівняльне кримінальне право
Порівняльне кримінальне право – окремий напрям (розділ) науки порівняльного правознавства, який використовує порівняльний метод для вивчення кримінально-правових систем різних держав шляхом співставлення однойменних інститутів кримінального права, їх основних принципів і категорій, вивчення їх історії і закономірностей розвитку.
Від початку ХХ ст. в юридичній літературі не припиняється спір по природу і сутність порівняльного правознавства, який (спір) зводиться до двох діаметрально протилежних точок зору: одні вчені вважають порівняльне правознавство (в т. ч. і в сфері кримінального права) є самостійною наукою, прихильники другої точки зору визначають порівняльне правознавство (в т. ч. і в сфері кримінального права) лише як метод (див. Порівняльно-правовий  метод в праві), що застосовується в різних галузях юридичної науки. 
Для кримінального права України – підкреслює вітчизняний компаративіст А. В. Савченко – метод порівняльного правознавства стає одним з провідних та універсальних у системі методологічної бази наукових досліджень . 
Окрім чисто пізнавальних завдань, порівняльне право переслідує цілком визначені практичні цілі – сприяти гармонізації та вдосконаленню національних кримінальних законодавств, полегшувати взаємодію органів різних держав у боротьбі зі злочинністю.
Значний інтерес до зарубіжного кримінального права та його вивчення виявився в Європі вже у XIX столітті, хоча витоки сучасної компаративістики часто-густо пов’язують ще з періодом еллінізму (так, децемвіри, при складанні давньоримських „Законів ХІІ Таблиць” робили запозичення з афінських законів Солона, спостереження галльських правових звичаїв, у порівнянні їх з римськими, зустрічаються у військових мемуарах Ю. Цезаря „Про галльську війну” тощо).
Примітно, що одними з перших спроб порівняльно-правового дослідження стали роботи в кримінально-правовій сфері: „Нарис кримінальної науки Корану” (1800 р.) Поля Ансельма Фейєрбаха, а також ”Теорія доказів в кримінальному процесі згідно з позитивними законами і нормами французького кримінального законодавства” (1809р.) та „Теорія доказів в німецькому кримінальному процесі на прикладі застосування закону в суді та німецькі кодекси в порівнянні з поглядами на кримінальний процес в Англії та Франції” (1834 р.) Карла Йоганна Міттермайєра, професора Гейдельберзького університету. 1852 року в Італії була видана фундаментальна трьохтомна праця Луїджі Дзуппета „Повний курс порівняльного кримінального законодавства ”(Luigi Zuppeta ”Corso completo di legislazione penale comparata”). Заслуговує уваги двотомний „Курс порівняльного кримінального законодавства ” Жозефа Л.-Е. Ортолана, що вийшов у 1839-1841 рр. В 1894 та 1899 рр. в Німеччині за редакцією Франца фон Ліста та Крузена вийшло двотомне видання „Сучасне кримінальне законодавство в порівняльному викладі” („Die Strafgesetzgebung der Gegenwart”). В першому томі (1894 р.) викладалося кримінальне право європейських держав, в другому (1899 р.) – кримінальне право неєвропейських країн.
Значний внесок в розвиток порівняльного права зробив видатний вчений-компаративіст Марк Ансель (1902-1990), за ініціативи якого в 1973 році був заснований центр по вивченню кримінальної політики. 
Сучасний етап в розвитку зарубіжних порівняльних кримінально-правових досліджень знаменує досить об’ємиста монографія професора Жана Праделя, яка вийшла двома виданнями в 1995 та 2002 рр., та є в теперішній час мабуть найбільшою роботою в царині кримінально-правової компаративістики.
Україна також має непогану традицію порівняльно-правових досліджень. Як пишуть М.І. Хавронюк та Г.О. Єсаков, чітке формулювання необхідності впровадження порівняльних засад дослідження права, ще у XVIII ст. висловив перший професор права в Російській імперії, виходець з Чернігівської губернії Семен Юхимович Десницький (1740-1789). Результатом його перебування в  науковому відрядженні в Англії, в 60-х рр.. XVII ст., став переклад виданих в 1780–х рр. в типографії Московського університету „Коментарів до законів Англії” сера Уільяма Блекстона в трьох книгах. Особливо треба відмітити працю київського професора Сави Йосиповича Богородського „Нарис історії кримінального законодавства в Європі з початку XVIII віку” (в 2-х тт. – К. 1862), що містила ґрунтовні відомості про тогочасне австрійське, німецьке та французьке кримінальне законодавство.
Сучасна вітчизняна кримінально-правова компаративістика представлена іменами С.С.Яценка, М.І. Хавронюка, А.В. Савченка та деяких інших дослідників. Доступними українському читачеві є також роботи російських компаративістів В.М. Додонова , А.Е. Жалінського , Г.О. Єсакова , О.Г. Кибальника , І.Д. Козочкіна , Н.Є. Крилової , О.О. Малиновського , А.В. Серебреннікової та ін. .

## Системи (типологія систем) сучасного кримінального права
Кримінальне право кожної держави наділене своїми особливостями, що обумовлені суттю та формою держави, її національно-культурною специфікою, рівнем культури, релігійним світоглядом тощо. В світі стільки систем права, скільки і держав, оскільки кримінальне право кожної держави є самобутнім там унікальним явищем. Втім, системи права низки держав зближуються і виявляють багато спільних рис, що й дозволяє вести розмову про декілька видів систем (сімей) сучасного кримінального права, тобто про типологію правових систем. Починаючи з Міжнародного конгресу порівняльного права 1900 р., з’явилась велика кількість таких типологій, що мають в основі найрізноманітніші критерії класифікації (іноді – навіть декілька таких критеріїв одночасно). Найбільше відомими в сучасній компаративістиці стали типології, запропоновані  французьким спеціалістом Рене Давидом та німецькими авторами Конрадом Цвайгертом та Хайном Кьотцем. Правова система, на думку теоретика права, проф. Г.І. Муромцева, включає в себе різнопланові елементи. Це, зокрема, 1) доктринально-філософський, або ідеологічний (праворозуміння, поняття та категорії права і т.д.); 2) нормативний, тобто сукупність правових норм, що діють в суспільстві; 3) інституційний, тобто юридичні установи – правотворчі і правозастосовчі та 4) соціологічний, тобто правовідносини, застосування права, юридична практика . Саме така багатоаспектність правової системи, а також відмінності в методології її дослідження, на думку цього ж автора, зумовлюють різноманіття класифікацій правових систем. 
На думку Рене Давида, з величезної кількості критеріїв, що пропонуються для типологізації правових систем, лише два реально функціональні. Перший з них отримав назву ідеологічного, оскільки пов’язаний з „певною концепцією соціального ладу” та об’єднує релігійні, філософські, політичні, економічні і соціальні фактори, котрі лежать в основі побудови правової системи конкретного суспільства. Проте, взятий ізольовано, ідеологічний критерій не дозволяє пояснити очевидну різницю між ідеологічно близькими країнами(наприклад, Англією та Сполученими Штатами, з одного боку, і Францією та Німеччиною, з іншого). Як наслідок, необхідний другий (інший) критерій – критерій юридичної техніки, що підкреслює особливості „більш постійних елементів, використовуваних для створення, тлумачення, оцінки норм” і пов’язаний, в кінцевому підсумку, з методами роботи юристів, джерелами права і його понятійним апаратом. Збіг виділених на основі цих двох критеріїв, відмітних рис національних правових систем дозволяє відносити їх, на думку Рене Давида, до однієї правової сім’ї.  В остаточному варіанті своєї класифікації він виокремлював романо-германську правову сім’ю, правову сім’ю загального права, та сім’ю соціалістичного права, поряд з якими, як з „основними у сучасному світі” співіснують мусульманське право, індуське право, правові системи Далекого Сходу, Африки та Мадагаскару. Власне, уточнюючи існуючі  класифікації правових систем, а не створюючи цілком нову типологію К. Цвайгерт та Х.  Кьотц згрупували всі національні правові системи у вісім правових сімей: 1) романську; 2) германську; 3) скандинавську; 4) загального права; 5) соціалістичного права; 6) права країн Далекого Сходу; 7) ісламського права; 8) індуського права . У сучасних курсах з кримінального права більшість авторів виділяє чотири та більше види кримінально-правових систем: 1) романо-германську (континентальну), 2) англо-американську (загального права), 3) релігійну, 4) соціалістичну  (наприклад, А.В. Наумов , М.В. Талан); деякі автори (наприклад В.Л. Чубарєв , зважаючи на своєрідність кримінального права країн Далекого Сходу, об’єднують вказані країни (КНР, Японію, Південну Корею та їн.)  в самостійну, окрему кримінально-правову сім’ю.